# Huazhou
Huazhou (化州 ; pinyin : Huàzhōu) est une ville de la province chinoise du Guangdong. C'est une ville-district placée sous la juridiction de la ville-préfecture de Maoming. On y parle le cantonais.

## Démographie
La population du district était de 1 350 539 habitants en 1999.